# ミゲル・アビア・ビテオ・ボリコ
ミゲル・アビア・ビテオ・ボリコ(Miguel Abia Biteo Boricó, 1961年 - 2012年12月6日)は、赤道ギニアの政治家で元首相。赤道ギニア少数派のブビ族出身。赤道ギニア民主党党員。
早くからソビエト連邦に留学・居住し、鉱業技術者として学ぶ。帰国後は政府機関で働き、赤道ギニアの石油産業界において代表的な人物の1人に。政界との結びつきを強めたアビア・ビテオ・ボリコは、1999年にテオドロ・オビアン・ンゲマ大統領により財務相に任命され入閣。翌2000年には贈賄容疑で財務相を解任されたものの、その後も大統領一族と関係を持ち続け、赤道ギニア民主党の元副書記長キャンディド・ムアテテマ・リバスを首相とする閣僚評議会（内閣）で議会関係・大統領法務相に就任。そしてリバス首相の辞任を受け、2004年6月14日より首相となった。だがンゲマ大統領により無為無策と鋭く批判され、2006年8月10日に内閣は総辞職。その4日後にはリカルド・マンゲ・オバマ・ンフベアが新首相に就任した。
2012年12月6日、心臓発作のために死去。50歳または51歳没。